# Айзеншпис, Юрий Шмильевич
Ю́рий Шми́льевич Айзеншпи́с (в музыкальных и криминальных кругах его называли Шпис или Шпиц; 15 июля 1945, Челябинск, СССР — 20 сентября 2005, Москва, Россия) — советский и российский музыкальный менеджер, продюсер.

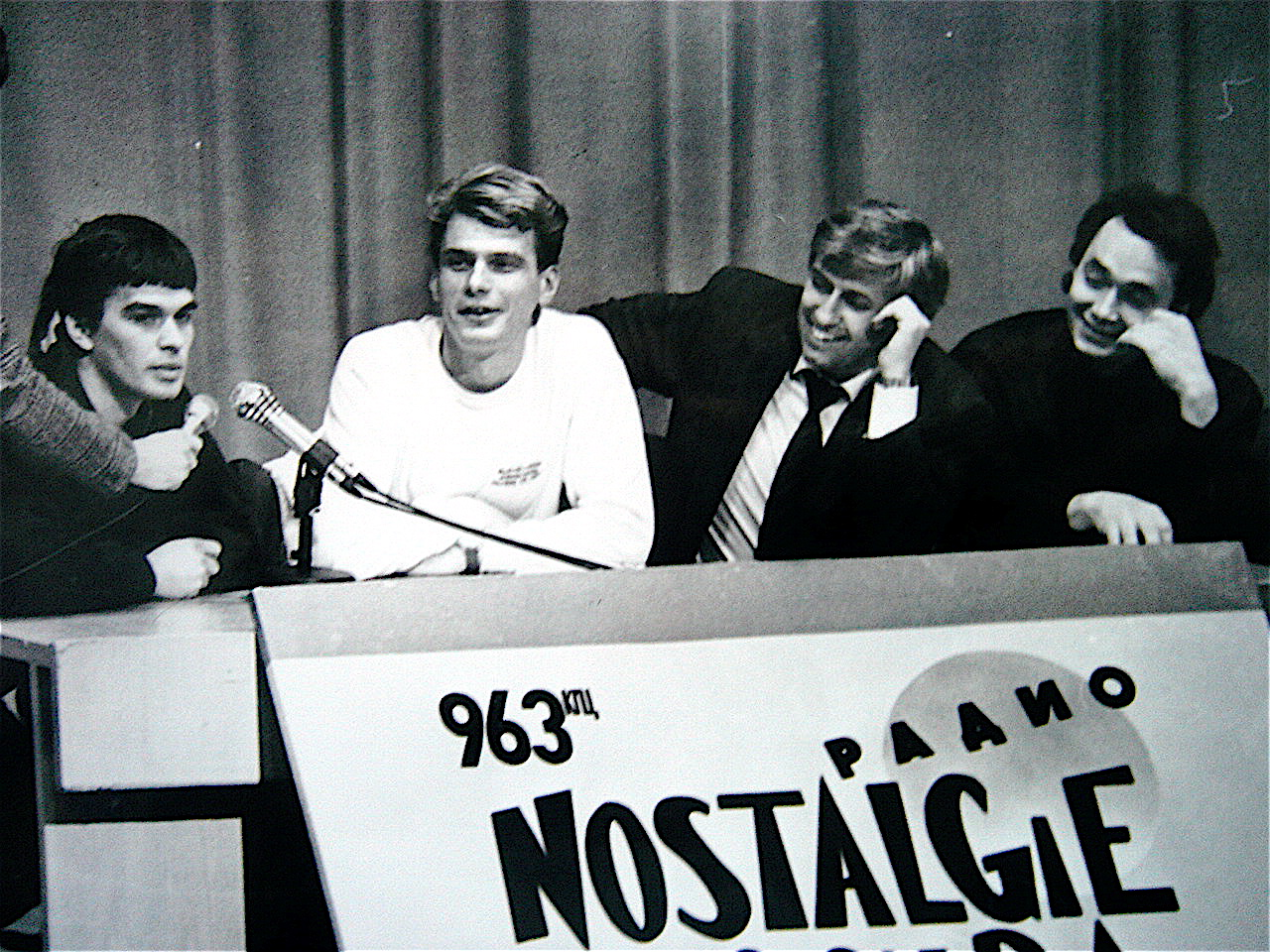
Музыканты группы «Кино», Евгений Додолев и Юрий Айзеншпис на презентации «Чёрного альбома» «Кино», (МДМ, Москва, 12 января 1991)

Могила Айзеншписа на Домодедовском кладбище.

## Семья
- Отец — Шмиль Моисеевич Айзеншпис (15.09.1916—14.09.1989)[12], польский еврей, родился в Польше[13], бежал оттуда в СССР, спасаясь от нацистов, ветеран Великой Отечественной войны, без ранений прошёл всю войну[13], дошёл до Берлина[13].
- Мать — Мария Михайловна Айзеншпис (13.08.1922—28.07.1991), родом из Белоруссии. Рано потеряла родителей и воспитывалась у дальних родственников в деревне Старые Громыки[13] (ныне — Ветковский район, Гомельская область, Республика Беларусь). В школе, где она училась, преподавал старший брат Андрея Громыко[13]. Мать имела высокие разряды по волейболу и лёгкой атлетике[13], окончила факультет журналистики Минского университета, но диплом не получила, так как 22 июня 1941 Германия напала на СССР. Бежала в Речицу 23 июня, а 21 августа 1941 года немцы оккупировали Речицу, пряталась в соломе и в тот же день бежала в Речицкий партизанский отряд и до конца сентября служила в партизанском отряде, писала листовки, вела партизанскую газету[13]. Разбрасывала в Речице листовки, приходила туда под видом крестьянки, продающей молоко, позже присоединилась к наступающей Красной Армии. После войны была награждена орденами и медалями[1][12][13]. Родители Юрия Айзеншписа познакомились в 1944 году на Белорусском вокзале[13].
- Младшая сестра (род. 22 июля 1957) — Фаина Шмильевна Непомнящая (Айзеншпис) — учитель истории и обществознания, преподавала в Школе лидерства Лаудер Эц Хаим № 1621[14][15][16].

## Биография
Юрий Шмильевич Айзеншпис родился 15 июля 1945 года в Челябинске, где находилась в эвакуации его мать Мария Михайловна Айзеншпис.
Родители Шмиль Айзеншпис и Мария Айзеншпис работали в Главном управлении аэродромного строительства (ГУАС). До 1961 года жили в деревянном бараке, но в 1961 году получили квартиру в престижном районе Москвы Сокол. С детства дружил с одноклассником Владимиром Алёшиным и ходил с ним в одну спортивную школу. В юношеские годы он занимался спортом: волейболом, гандболом и лёгкой атлетикой. Из-за травмы ноги бросил спорт в 16 лет.

### Карьера
С 1965 года в качестве администратора сотрудничал с рок-группой «Сокол».
В 1968 году окончил Московский экономико-статистический институт по специальности «инженер-экономист».
Работал в ЦСУ (Центральное статистическое управление).
Продавал импортные (и дорогие) пластинки «Битлз» и «Роллинг стоунз», собрал у себя коллекцию альбомов западных рок-музыкантов, импортной одежды, меховых изделий и музыкальной аппаратуры.
7 января 1970 года был арестован — осуждён по 88 статье («Нарушение правил о валютных операциях») и 78 («Контрабанда») на 10 лет. В результате обыска в его квартире было конфисковано 17 865 долларов и 10 000 рублей.
После освобождения в 1977 году — по УДО — провернул новую махинацию, с фальшивыми долларами, и снова сел. Окончательно освободился в 1987 году.  Позже[когда?] был оправдан по всем статьям.
Работал в творческом объединении «Галерея» при горкоме комсомола, организуя концерты молодых исполнителей.
С декабря 1989 года и до гибели Виктора Цоя в августе 1990 году был директором и продюсером группы «Кино». В 1990 году на взятые в кредит средства выпустил «Чёрный альбом» (последнюю работу группы «Кино»), одним из первых нарушив государственную монополию на выпуск пластинок.
В 1991—1992 гг. сотрудничал с группой «Технология», затем был продюсером групп «Моральный кодекс», «Янг Ганз», певицы Линды (1992—1993), певца Влада Сташевского (1993—1999) (в книге «Влад Листьев. Пристрастный реквием» упомянуто, что Айзеншпису в продвижении этого проекта помогал уголовный авторитет Александр Макушенко, известный как «Саша Цыган»).
Лауреат национальной российской музыкальной премии «Овация» в номинации «Лучший продюсер» (1992, 1995).
Участвовал в организации Международного Фестиваля «Солнечная Аджария» (1994) и в учреждении музыкальной премии «Звезда».
Продюсер певицы Инги Дроздовой (1997), певицы Кати Лель (1998), певца Никиты (1999—2001), певицы Саши (1999—2001).
С 2000 года вёл дела группы «Динамит».
С 2001 года — генеральный директор компании «Медиа Стар».
Последний проект — певец Дима Билан.
Незадолго до смерти Айзеншпис снялся в фильме «Дневной дозор», сыграв самого себя. На съёмках он почувствовал себя плохо, но от госпитализации отказался, хотя и вынужден был в итоге взять отпуск.
19 сентября 2005 года Айзеншписа госпитализировали в Городскую клиническую больницу № 20 на обследование; он почувствовал себя лучше, однако 20 сентября, около 20:00, умер от инфаркта миокарда на 61-м году жизни. О его смерти Дима Билан рассказал на премии MTV, которая состоялась на следующий день. Похоронен под Москвой на Домодедовском кладбище рядом с отцом Шмилем Моисеевичем и матерью Марией Михайловной.

### Личная жизнь
- Фактическая жена — Елена Львовна Ковригина (род. 15 апреля 1967) вышла замуж за Леонида Александровича Гойнинген-Гюне (род. 4 мая 1963), режиссёра телепрограмм для каналов ТНТ, Рен-ТВ, ДТВ. Судилась с Димой Биланом из-за невыполнения им договора и использования псевдонима, придуманного Айзеншписом[31][32].
- Сын — Михаил Юрьевич Айзеншпис (род. 25 апреля 1993). В феврале 2014 года он был задержан полицией по подозрению в употреблении наркотиков, было изъято 1,5 грамма кокаина и чемодан с деньгами[1][32][33][34][35][36].

## Киновоплощения
- Цой, 2020 — роль Юрия Райзена (продюсера, прототипом которого стал Айзеншпис) исполнил Игорь Верник.

## Книги
- «Зажигающий Звёзды. Записки и советы пионера шоу-бизнеса»[37], Алгоритм, 2005 ISBN 5-9265-0221-7
- «От фарцовщика до продюсера. Деловые люди в СССР», Алгоритм, 2014 ISBN 978-5-4438-0913-7
- «Виктор Цой и другие. Как зажигают звёзды», Эксмо, 2011 ISBN 978-5-699-51117-4
- «Лето Виктора Цоя», Алгоритм, 2018 ISBN 978-5-907028-67-8